# Aciuța
Aciuța – wieś w Rumunii, w okręgu Arad, w gminie Pleșcuța. W 2011 roku liczyła 215 mieszkańców. 